# 11438 Zeldovich
11438 Zel'dovich eller 1973 QR1 är en asteroid i huvudbältet som upptäcktes den 29 augusti 1973 av den ryska astronomen Tamara Smirnova vid Krims astrofysiska observatorium på Krim. Den har fått sitt namn efter Jakov Zeldovitj.
Asteroiden har en diameter på ungefär 5 kilometer.